# Cenoví
Cenoví är en ort i Dominikanska republiken.   Den ligger i provinsen Duarte, i den centrala delen av landet, 90 km norr om huvudstaden Santo Domingo. Cenoví ligger 78 meter över havet och antalet invånare är 599.
Terrängen runt Cenoví är platt, och sluttar söderut. Runt Cenoví är det ganska tätbefolkat, med 185 invånare per kvadratkilometer. Närmaste större samhälle är San Francisco de Macorís, 13,1 km öster om Cenoví. Omgivningarna runt Cenoví är en mosaik av jordbruksmark och naturlig växtlighet.